# Церебрална доминација
Церебрална доминација је појава да је једна од можданих хемисфера (по правилу лева) функционално доминантнија од десне. У доминантној хемисфери смештени су центри за говор, вид, покрете екстремитета... Појава је условљена наслеђем, изузетно у раном периоду детињства, код неких оштећења контралатерална хемисфера може преузети неке од функција. На каснијим узрастима то није могуће.